# Ray Parker Jr.
Ray Erskine Parker Jr. (ur. 1 maja 1954 w Detroit) – amerykański muzyk, piosenkarz, autor tekstów, producent muzyczny i aktor. W swojej karierze solowej skomponował utwór tytułowy do filmu komediowego Ghostbusters (1984) o tej samej nazwie. Był też głównym wokalistą w zespole Raydio oraz współpracował z Barrym White’em.

## Dzieciństwo
Urodził się w Detroit (stan Michigan) jako syn Venolii Parker i Ray Parkera Sr. Miał dwójkę rodzeństwa: brata Opeltona i siostrę Barbarę.
W Angel Elementary School nauczyciel muzyki, Alfred T. Kirby, zainspirował go, by został w przyszłości muzykiem – w wieku 6 lat zaczął grać na klarnecie. Poszedł dlatego też do 10. klasy w Cass Tech High School. W 1971 ukończył Northwestern High School, znajdującą się w Detroit. Przystąpił później do Lawrence Technological University.

## Kariera

### Początki i Raydio
W 1974 Parker wystąpił w filmie „Uptown Saturday Night” (pol. „Sobotnia noc”) jako gitarzysta.
W połowie lat 70. był sidemanem w grupie muzycznej The Love Unlimited Orchestra Barry’ego White’a, przed założeniem swojego zespołu Raydio w 1977. Pisał piosenki i pracował dla The Carpenters, Rufus & Chaka Khan, Arethy Franklin, Stevie’a Wondera, Leona Haywooda, Temptations, The Spinners, Boza Scaggsa, Rhythm Heritage, Gladys Knight i The Pips.

### Kariera solowa
Po rozwiązaniu grupy Raydio w 1981, Parker rozpoczął swoją karierę solową, w trakcie której jego 40 utworów zdobyło znaczną popularność, m.in. singel „The Other Woman” (4. miejsce w kategorii pop w 1982) oraz (szczególnie) utwór „Ghostbusters” z 1984.
„Ghostbusters” jest utworem tytułowym filmu Pogromcy duchów, w którym główne role zagrali Bill Murray i Dan Aykroyd. Singel utrzymywał 1. miejsce w Billboard Hot 100 przez pierwsze trzy tygodnie oraz także 1. miejsce w liście Black Singles. Kawałek został nominowany do nagrody Akademii za najlepszą piosenkę oryginalną w 1984, jednakże przegrał z utworem autorstwa Stevie’a Wondera „I Just Called to Say I Love You”, który znalazł się w filmie Kobieta w czerwieni.
W latach 80. wystąpił jako gość specjalny w sitcomie Gimme a Break!, w którym rolę główną grała Nell Carter.

### Kontrowersje
Parker został oskarżony o plagiat melodii z utworu „I Want a New Drug” (zdobył 6. miejsce w Billboard Hot 100) grupy Huey Lewis & the News, wydanego 6 miesięcy wcześniej od kawałka „Ghostbusters”. Ugoda sądowa nastąpiła w 1995, która zakazała im ostatecznie ujawniać jakichkolwiek informacji, jakie nie zostały uwzględnione w komunikacie prasowym. Powrócono do sprawy w 2001, kiedy Parker pozwał Lewisa za jego komentarze (dot. sprawy sądowej ugodzonej w 1995) w programie „Behind The Music”. Ostatecznie nie są znane wyniki tego procesu.

## Dyskografia

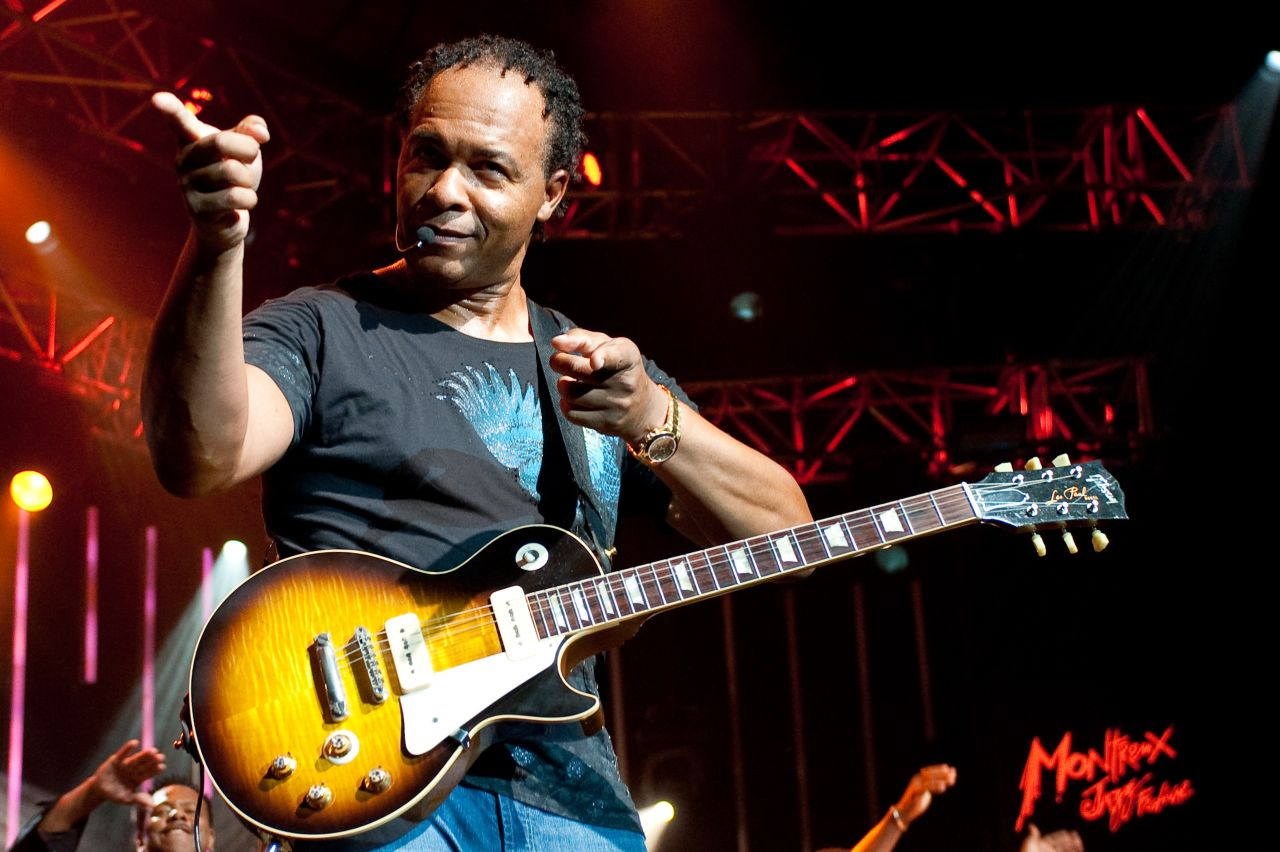
Ray Parker Jr. na festiwalu Montreux Jazz w 2009.

### Raydio
| Rok                                     | Tytuł                       | Pozycja w liście przebojów | Pozycja w liście przebojów | Pozycja w liście przebojów | Pozycja w liście przebojów | Pozycja w liście przebojów | Certyfikat       |
| Rok                                     | Tytuł                       | US                         | US R&B                     | AUS                        | CAN                        | SWE                        | Certyfikat       |
| --------------------------------------- | --------------------------- | -------------------------- | -------------------------- | -------------------------- | -------------------------- | -------------------------- | ---------------- |
| 1978                                    | Raydio                      | 27                         | 45                         | 43                         | 29                         | –                          | USA: złota płyta |
| 1979                                    | Rock On                     | 45                         | 4                          | 65                         | 42                         | –                          | USA: złota płyta |
| 1980                                    | Two Places at the Same Time | 33                         | 6                          | –                          | –                          | 40                         | USA: złota płyta |
| 1981                                    | A Woman Needs Love          | 13                         | 1                          | –                          | –                          | –                          | USA: złota płyta |
| „–” oznacza, że album nie był notowany. |                             |                            |                            |                            |                            |                            |                  |

### Kariera solowa
| Rok                                      | Tytuł                     | Pozycja w liście przebojów | Pozycja w liście przebojów |
| Rok                                      | Tytuł                     | US                         | Top R&B/Hip-Hop Albums     |
| ---------------------------------------- | ------------------------- | -------------------------- | -------------------------- |
| 1982                                     | „The Other Woman”         | 11                         | 1                          |
| 1983                                     | „Woman Out of Control”    | 45                         | 18                         |
| 1985                                     | „Sex and The Single Man”  | 65                         | 48                         |
| 1987                                     | „After Dark”              | 86                         | 27                         |
| 1991                                     | „I Love You Like You Are” | –                          | 97                         |
| 2006                                     | „I’m Free”                | –                          | –                          |
| „–” oznacza, że singel nie był notowany. |                           |                            |                            |